# Teenager of the Year
 (mars 2024).
Si vous disposez d'ouvrages ou d'articles de référence ou si vous connaissez des sites web de qualité traitant du thème abordé ici, merci de compléter l'article en donnant les références utiles à sa vérifiabilité et en les liant à la section « Notes et références ».
Albums de Frank Black
Frank Black
(1993) The Cult of Ray
(1996)
Teenager of the Year est le deuxième album solo de Frank Black, sorti en 1994.

## L'album
Il fait partie des 1001 albums qu'il faut avoir écoutés dans sa vie.

## Liste des titres
Tous les titres sont de Franck Black. 
1. Whatever Happened to Pong? - 1:34
2. Thalassocracy - 1:33
3. (I Want to Live on an) Abstract Plain - 2:18
4. Calistan - 3:22
5. Vanishing Spies - 3:38
6. Speedy Marie - 3:34
7. Headache - 2:52
8. Sir Rockaby - 2:55
9. Freedom Rock - 4:18
10. Two Reelers - 3:02
11. Fiddle Riddle - 3:31
12. Ole Mulholland - 4:41
13. Fazer Eyes - 3:37
14. I Could Stay Here Forever - 2:27
15. Hostess With the Mostest - 1:57
16. Superabound - 3:11
17. Big Red - 2:42
18. Space Is Gonna Do Me Good - 2:22
19. White Noise Maker - 2:43
20. Pure Denizen of the Citizens Band - 2:20
21. Bad, Wicked World - 1:57
22. Pie in the Sky - 2:13

L'album est également sorti en édition limitée digipack incluant un second CD, Headdache NYC EP.
1. Headache (NYC version) - 2:55
2. Hate Me - 2:04
3. Amnesia - 2:01

L'album a été publié par la maison de disques 4AD, célèbre pour avoir publié des groupes comme Dead Can Dance et Cocteau Twins.

## Musiciens
- Frank Black (chant, guitare)
- Eric Drew Feldman (basse, clavier)
- Nick Vincent (batterie, basse sur le morceau n°11)
- Lyle Workman (guitare)
- Joey Santiago (guitare sur les morceaux n°8, 15, 20, 21 et 22)
- Morris Tepper (guitare sur les morceaux n°11 et 17)